# Barleria saxatilis
Barleria saxatilis är en akantusväxtart som beskrevs av Anna Amelia Obermeyer. Barleria saxatilis ingår i släktet Barleria och familjen akantusväxter. Inga underarter finns listade i Catalogue of Life.